# Cá chích chòe
Cá chích chòe hay cá nhụ chấm, tên khoa học Polydactylus sextarius, là một loài cá trong họ Polynemidae.